# Dolichopus nigrilineatus
Dolichopus nigrilineatus är en tvåvingeart som beskrevs av Van Duzee 1924. Dolichopus nigrilineatus ingår i släktet Dolichopus och familjen styltflugor. Inga underarter finns listade i Catalogue of Life.